# Gempol (Pusakanagara)
Gempol is een bestuurslaag in het regentschap Subang van de provincie West-Java, Indonesië. Gempol telt 3010 inwoners (volkstelling 2010).